# Bèroe (esposa de Glàucies)
Bèroe (grec antic: Βερόη) fou reina d'Il·líria, i estava casada amb el rei Glàucies. Quan varen acollir Eàcides, el rei de l'Epir, foragitat del seu regne el 316 aC, la reina Bèroe es va fer càrrec de Pirros, el fill d'Eàcides, i futur rei de l'Epir.